# Caserne disciplinaire des États-Unis
Ne doit pas être confondu avec Pénitencier fédéral de Leavenworth.
United States Disciplinary Barracks
La caserne disciplinaire des États-Unis (en anglais : United States Disciplinary Barracks ou USDB), familièrement connue sous le nom de Leavenworth, est une prison militaire (en)  américaine installée dans l'enceinte de Fort Leavenworth, un complexe de l'armée américaine situé à Leavenworth au Kansas.
C'est l'une des trois grandes prisons construites sur la terrain de Fort Leavenworth, les autres étant le pénitencier fédéral de Leavenworth, une prison civile située à 4 milles (6,44 km) au sud, et l'établissement correctionnel régional de Midwest Joint (en), une autre prison militaire qui a ouvert ses portes le 5 octobre 2010.
Contrairement aux établissements civiles américains qui relèvent habituellement du Bureau fédéral des prisons (pour les prisons fédérales) ou des agences pénitentiaires propres à chaque État (pour les prisons d’État), la caserne disciplinaire des États-Unis relève, depuis sa création en 2007, du United States Army Corrections Command (en), service dépendant du Département de l'Armée des États-Unis et donc du département de la Défense des États-Unis. Son commandant détient généralement le grade de colonel [réf. nécessaire].
L'établissement est le seul établissement à sécurité maximale de l'armée américaine où sont incarcérés les militaires de sexe masculin condamnés en cour martiale (en) pour des infractions au Code unifié de justice militaire.
Seuls les militaires engagés et condamnés à des peines supérieures à dix ans, les officiers et les militaires condamnés pour des infractions impliquant la sécurité nationale sont détenus dans l'établissement.
Les prisonniers engagés condamnés à des peines inférieures à dix ans sont incarcérés dans des établissements plus petits, tels que l'établissement correctionnel régional de Midwest Joint (en) voisin ou le Naval Consolidated Brig de Chesapeake (en) situé à Chesapeake, en Virginie.
Le personnel correctionnel de l'établissement est composé de spécialistes des services correctionnels de l'armée (correspondant au code d'occupation militaire MOS 31E (en)) formés à l'école de police militaire de l'armée américaine située à Fort Leonard Wood, dans le Missouri, ainsi que du personnel des services correctionnels de la marine et de l'armée de l'air.
Les prisonnières de toutes les branches du département de la Défense des États-Unis sont généralement incarcérées dans le Naval Consolidated Brig de Miramar (en), situé à Miramar, en Californie, à la place d'une incarcération dans l'USDB.

## Première installation

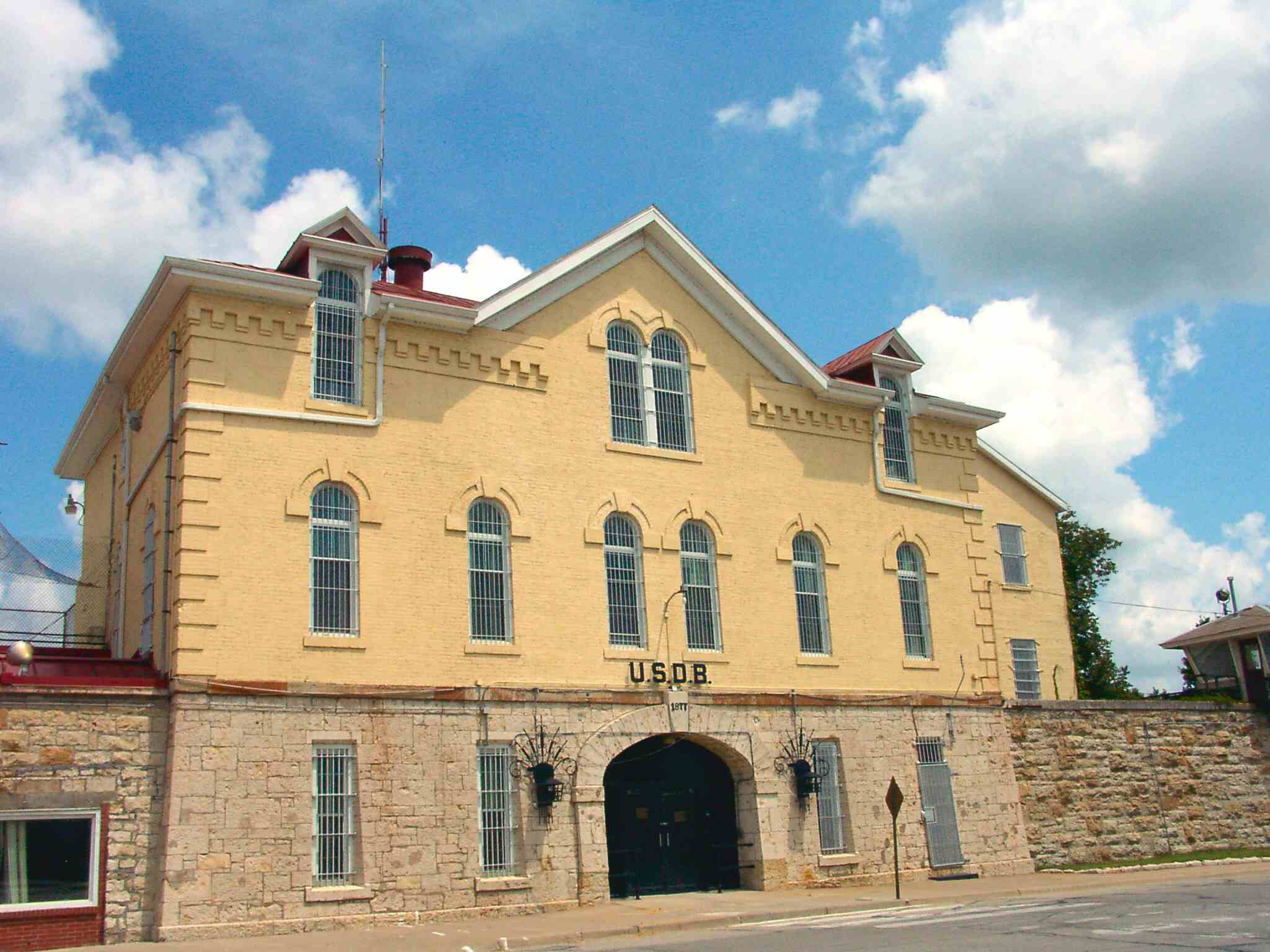
Porte d'entrée principale de la caserne disciplinaire de 1877, aujourd'hui démolie (in 2007). Le bâtiment a maintenant d'autres usages, dont un restaurant de base.

Initialement connue sous le nom de Prison militaire des États-Unis, l'USDB est créée par une loi du Congrès datant de 1874. Les prisonniers ont été utilisés afin de réaliser la majeure partie de la construction de l'établissement, qui débute en 1875 et s'achève en 1921. L'établissement pouvait alors accueillir jusqu'à 1 500 prisonniers. Entre 1895 à 1903, des prisonniers de l'USDB sont également utilisés pour assurer la construction du pénitencier voisin de Leavenworth.

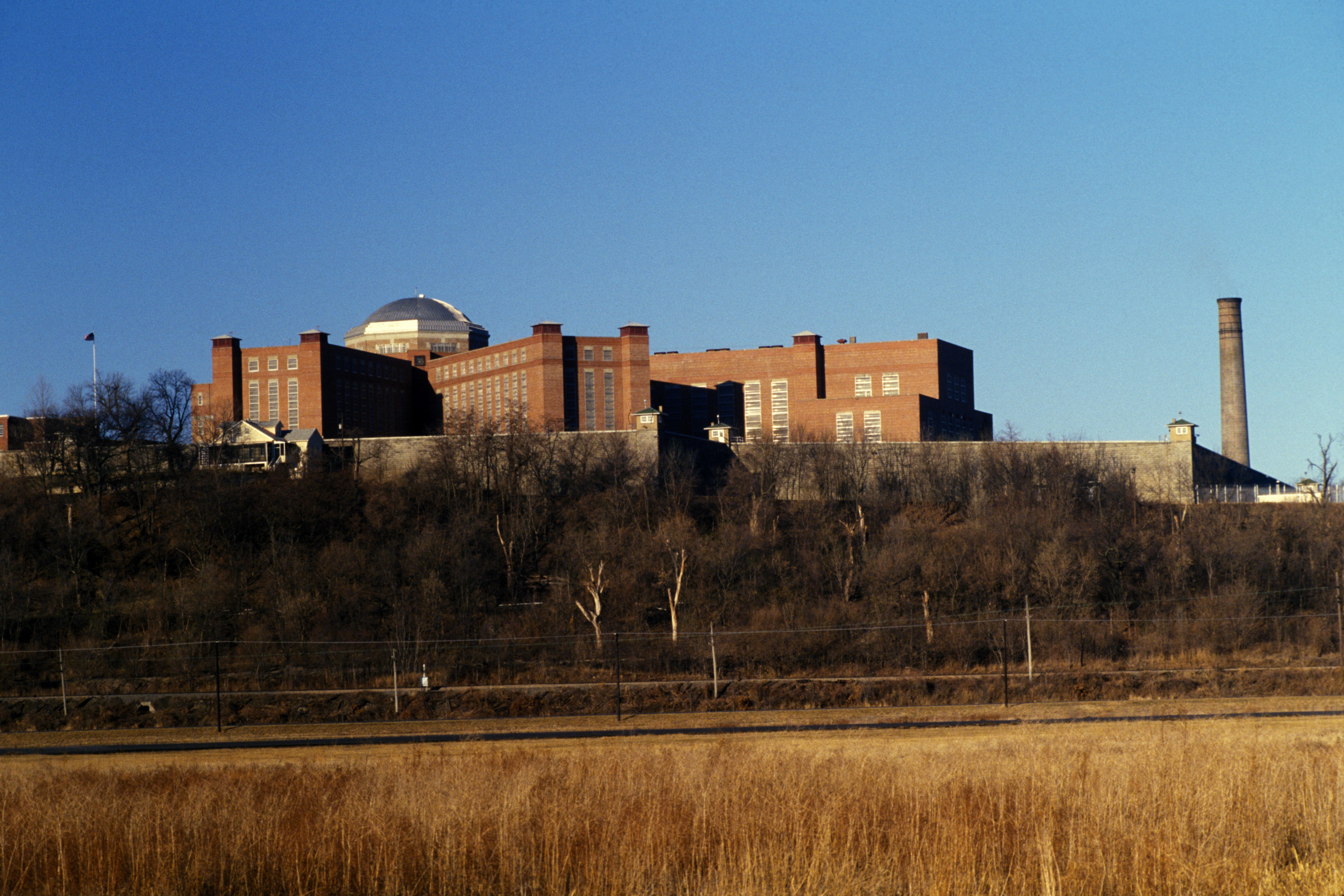
L'USDB d'origine datant du XIXe siècle fut surnommé "Le Château" ou "Little Top" en raison de sa taille et de son emplacement (c.1977).

Le plan de l'USDB d'origine suit le principe du régime « pennsylvanien » sur un modèle du pénitencier de l'État de l'Est, également situé en Pennsylvanie, où des blocs de cellules rayonnent à partir d'une structure centrale. Les cellules individuelles étaient alors relativement isolées. Par opposition, la prison civile, calquée sur le modèle de l'établissement correctionnel d'Auburn, situé dans l’État de New York, suivra le concept plus récent du régime « auburnien » où les prisonniers sont logés dans un grand bâtiment rectangulaire permettant ainsi le développement d'une certaine quantité de vie communautaire.
Le site était alors implanté sur un terrain d'une superficie de 12 acres (4,86 ha) et disposait de murs de 16 pieds (4,88 m) de haut.
L'USDB d'origine était le plus grand et le plus haut de tous les bâtiments de Fort Leavenworth. Il était situé au coin de l'avenue McPherson et de l'avenue Scott sur des falaises au-dessus de la rivière Missouri. L'ancien bâtiment en forme de dôme était surnommé « Little Top » en opposition à la prison fédérale, également en forme de dôme et située à 2,5 milles (4,02 km) plus au sud, qui était surnommée le « Big Top ».
Durant la Première Guerre mondiale, deux frères nommés Joseph et Michael Hofer (en), décèdent à Fort Leavenworth en 1918 après avoir refusé de s'enrôler ou de porter des uniformes et après avoir été sélectionnés en vertu du Selective Service Act de 1917 (en). Les deux objecteurs de conscience, chrétiens huttérites, furent détenus à en cellule d'isolement, battus et moururent finalement de faim.
En 1988, la prison comptait 1 450 détenus, dont 21 femmes. Cela incluait notamment 42 officiers, le plus haut gradé étant un lieutenant-colonel. En 2014, toutes les femmes détenues furent transférées au Naval Consolidated Brig de Miramar (en).
La même année, un détenu nommé David Newman parvient à s'évader après s'être caché dans l'atelier de menuiserie situé à Pope Hall, l'un des bâtiments de la caserne. Pendant que les autres détenus sont en train de déjeuner et après avoir assemblé une échelle grossière avec des morceaux de bois se trouvant dans l'atelier, il défonce une fenêtre et escalade le mur d'enceinte de l'établissement situé entre les tours 3 et 4. Il est capturé quatre jours plus tard à Kansas City. À la suite de cette évasion, des barreaux ont été placés sur les fenêtres de tous les bâtiments du complexe et un maillage de fil barbelé concertina est installé entre les bâtiments et les murs extérieurs en pierre.
Le le 12 mai 1995, peu de temps avant la fermeture de la première installation de la caserne de détention, plus de 300 détenus ont refusé le confinement. Le soulèvement a été réprimé par 150 agents de correction.
En 2002, Gail Dillon du magazine Airman écrit à propos de l'ancienne caserne de détention :

« Un visiteur remarquerait immédiatement l'ambiance médiévale de cette institution – les murs de pierre et de briques indigènes bien usés construits par des détenus oubliés depuis longtemps lorsque le «travail forcé» signifiait exactement cela – ont été témoins de milliers de prières, de malédictions et de supplications de détenus au cours des 128 dernières années » et que l'entrée dans l'établissement était « comme remonter dans le temps ou faire soudainement partie d'un film kitsch sur un buste de prison. »

À la fin des années 1990, les travaux de construction d'un nouveau centre de détention militaire sont initiés sur le site de l'ancienne colonie agricole de l'USDB. Les plus grands bâtiments de la caserne d'origine (« Le Château ») sont démolis en 2004. Les murs et dix des bâtiments de l'emplacement d'origine - y compris Pope Hall - sont convertis ou sont en train d'être convertis pour d'autres usages pour le complexe de Fort Leavenworth. La maison d'origine du commandant de la prison existe toujours.

## Installation actuelle

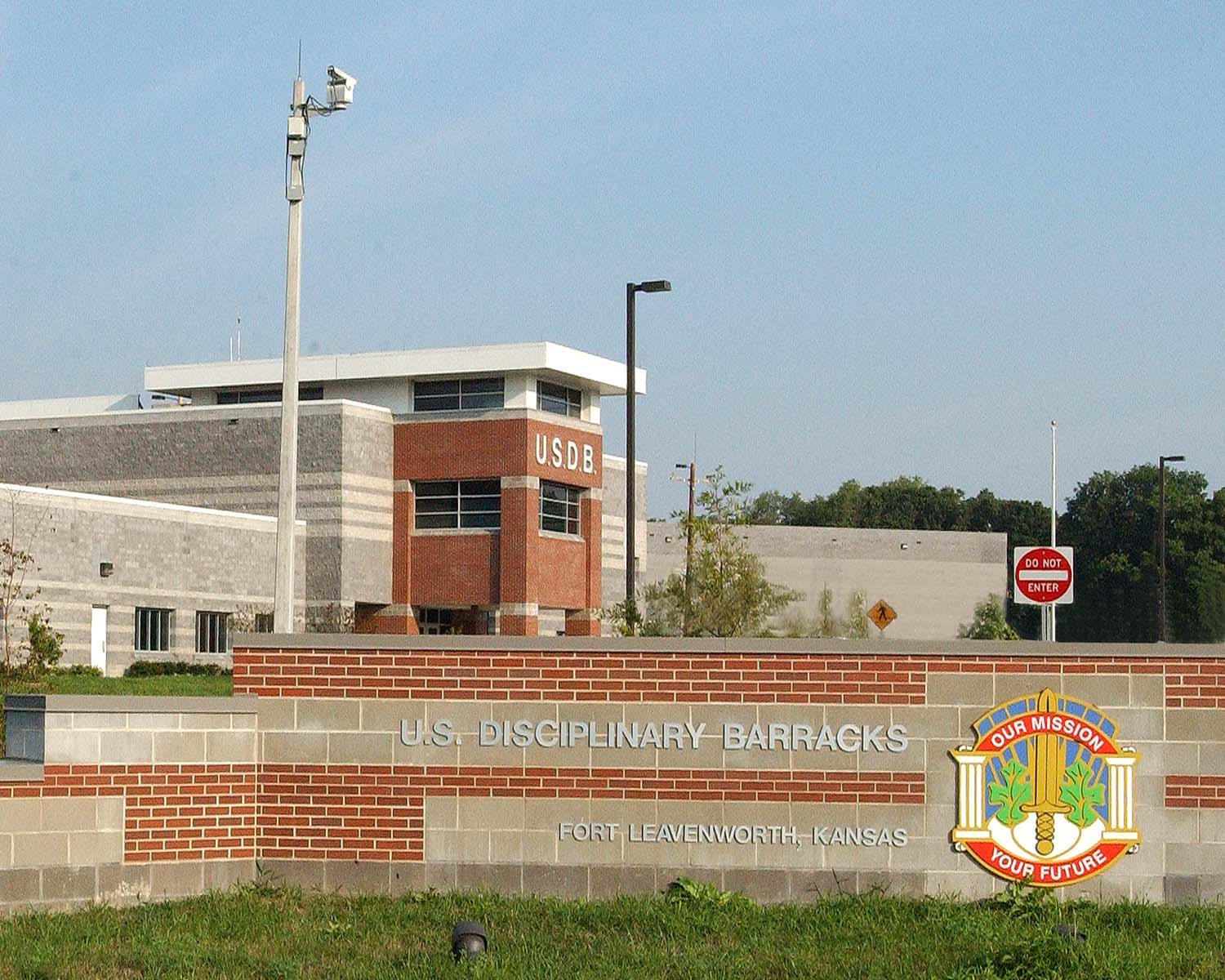
Caserne disciplinaire des États-Unis en décembre 2008

La nouvelle caserne disciplinaire ultramoderne de 515 places, dont le montant des travaux de construction atteint 67,8 millions $ (soit 95 millions $ de 2020), entre en fonction en septembre 2002. L'établissement a été construit à environ 1 milles (1,61 km) au nord de l'USDB d'origine, toujours sur l'emprise de Fort Leavenworth. Le nouveau site, implanté sur une terrain de 51 acres (20,64 ha), est entouré par deux clôtures indépendantes de 14 pieds (4,27 m) de haut.
L'établissement est constitué de trois unités de logement, chacune pouvant accueillir jusqu'à 142 prisonniers. Les unités, décrites comme des « pods », sont des quartiers d'hébergement de forme triangulaire à deux niveaux. Les cellules de la nouvelle installation disposent d'une porte pleine et d'une fenêtre sans barreaux. Le nouvel établissement est beaucoup plus silencieux que l'ancien et semble être préféré par les détenus. Le colonel Colleen L. McGuire (en), première femme commandant de l'USDB, déclare en 2002 que la nouvelle installation est « beaucoup plus efficace dans la conception et l'aménagement – beaucoup plus lumineux et léger ».
En 2009, une étude a été menée afin de déterminer sur la caserne, ainsi que l'établissement correctionnel de sécurité maximum de Standish (en) situé à Standish dans le Michigan, pouvait accueillir 220 prisonniers provenant du camp de Guantanamo Bay. Les autorités du Kansas, incluant notamment les deux sénateurs de l’État, s'opposent cependant à ce transfert; le sénateur Pat Roberts ayant notamment déclaré à ce sujet que le transfert nécessiterait l'acquisition de 2 000 acres (809,37 ha) de terrain supplémentaire autour du Fort, en ayant notamment recours à des expropriations,afin d'établir une zone de sécurité plus importante, la prison se situant en effet sur le périmètre de la base militaire,. Le projet est finalement abandonné.

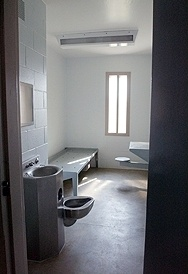
Cellule de la prison

La nouvelle prison reflète la conception carcérale de l'époque basée sur de petits bâtiments séparés de faible hauteur où les détenus peuvent être plus facilement isolés de la population générale. En 2012, l'établissement reçoit une note de 100 % et les distinctions d'une équipe d'évaluation de l'Association pénitentiaire américaine (ACA) (qui audite les établissements pénitentiaires depuis 1988). Trois évaluateurs indépendants inspectent ainsi les installations pénitentiaires afin de vérifier plus de 500 points de contrôle, y compris les services de santé mentale, les problèmes de sécurité et d'autres aspects de l'établissement liés au traitement humain des détenus. L'USDB a reçu la meilleure note dans toutes les points de contrôle malgré le déploiement d'une partie de son personnel en Irak.
La sécurité de l'établissement est assurée par la 15e Brigade de police militaire (en). De nombreux soldats ont une spécialité professionnelle militaire désignée sous la catégorie « 31E », identifiant les spécialistes des services correctionnels. Les militaires sont placés sous le commandement du US Army Corrections Command (en), basé à Washington, DC depuis 2007 et commandé par le US Army Provost Marshal General (en).
En août 2010, deux détenus parviennent à maitriser un garde de la police militaire dans l'unité spéciale de logement et sont ensuite rejoints par 11 autres détenus. Le garde est libéré par une unité tactique spéciale qui parvient également à reprendre le contrôle de l'unité spéciale de logement. Plusieurs détenus et un membre de l'équipe d'intervention subissent des blessures ne mettant pas leur vie en danger lors de l'incident. Il s'agit premier incident de ce genre dans la nouvelle prison.

## Cimetière

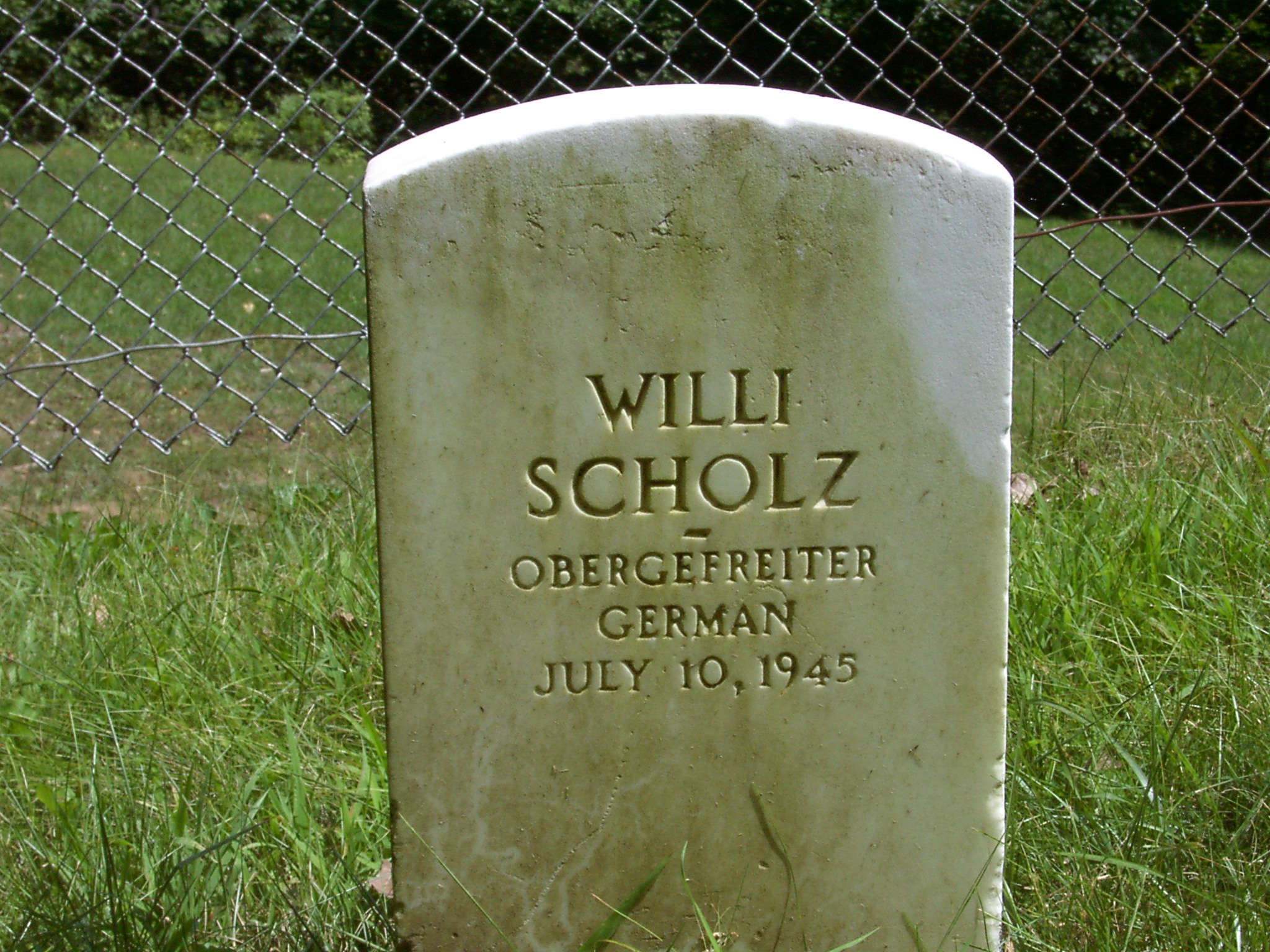
Pierre tombale d'un prisonnier allemand au cimetière

Les prisonniers décédés dont la dépouille n'est pas réclamée par les membres de leur famille sont enterrés ans le cimetière situé près de l'USDB d'origine. Le cimetière est ainsi constitué de près de 300 tombes, réparties sur une période allant de 1894 à 1957, dont 56 ne sont pas marquées et 14 appartiennent à des prisonniers de guerre allemands exécutés pour le meurtre d'autres prisonniers de guerre. Les exécutions ont eu lieu en 1945 et ont été réparties en trois groupes : cinq le 10 juillet, deux le 14 juillet et sept le 25 août.

## Peine capitale
L'USDB accueille les condamnés à mort de l'armée américaine qui ont été reconnus coupables d'un ou plusieurs crimes capitaux en vertu de l'UCMJ et condamnés à mort par une cour martiale. Les quatre condamnés à mort actuellement en attente d'exécution sont d'anciens militaires américains reconnus coupables de meurtre. Cependant, les « combattants ennemis » (en anglais : Enemy combatant (en)) qui sont actuellement jugés par une commission militaire de Guantanamo Bay seraient transférés à l'USDB pour exécution s'ils sont reconnus coupables et condamnés à mort.
Depuis 1945, 21 exécutions ont eu lieu à l'USDB, dont 14 prisonniers de guerre allemands exécutés en 1945 pour meurtre. La dernière exécution par l'armée américaine fut la pendaison du soldat de première classe (PFC) de l'armée John A. Bennett (en) qui a eu lieu le 13 avril 1961, à la suite de sa condamnation pour le viol et la tentative de meurtre d'une fillette de 11 ans. L'exécution de Bennett a eu lieu quatre ans après avoir été approuvée par le président Dwight D. Eisenhower, puis par son successeur, le président John F. Kennedy. Bennett a cependant demandé au président Kennedy un sursis à exécution à la suite d'un appel sollicité par la victime autrichienne et ses parents au bénéfice de Bennett. Cette information a cependant été rapidement démentie par la Maison Blanche.
Jusqu'à présent, toutes les exécutions ayant eu lieu à l'USDB ont été réalisées par pendaison, mais l'injection létale a été spécifiée comme le mode d'exécution devant être actuellement employé par l'armée. Au 11 juillet 2018 , il y avait quatre détenus incarcérés dans le couloir de la mort de l'USDB, le plus récent étant Nidal Hasan.
L'exécution du soldat Ronald A. Gray (en), incarcéré dans le couloir de la mort depuis 1988, a été approuvée par le président George W. Bush le 28 juillet 2008. Gray a été reconnu coupable du viol, de deux meurtres et d'une tentative de meurtre commis sur trois personnes, dont deux soldats et un chauffeur de taxi civil dont le corps a été retrouvé sur le site de Fort Bragg. Le 26 novembre 2008, un juge fédéral accorde à Gray un sursis d'exécution afin de lui laisser le temps d'initier d'autres appels.
Au sein de la prison, le couloir de la mort est situé dans un couloir isolé, à l'écart des autres détenus.

## Détenus notables

### Détenus actuels

#### Dans le couloir de la mort
- Hasan Akbar : A tué deux officiers et en a blessé 14 autres lors d'un déploiement au Camp Pennsylvania au Koweït, 2 jours après l'invasion de l'Irak en 2003[28].
- Nidal Hasan : A tué 12 soldats (dont une femme enceinte) et un civil, et en blessé plus de 30 autres, lors de la fusillade de Fort Hood survenue en 2009[29].
- Ronald Gray (en) : Tueur en série qui a assassiné quatre femmes et en a violé huit autres alors qu'il était en poste à Fort Bragg en 1986. Dans le couloir de la mort depuis 1988[25].
- Timothy Hennis : Reconnu coupable en 2010 du meurtre de trois civils alors qu'il était en poste à Fort Bragg en 1985. A déjà été jugé et condamné en 1986 avant d'être acquitté en 1989. Après que des preuves ADN aient lié Hennis aux meurtres, il a été traduit en cour martiale par l'armée américaine en vertu de la doctrine de la double souveraineté de la Constitution des États-Unis[30].

#### Non condamné à mort
- Dwight J. Loving (en) : A volé et assassiné deux chauffeurs de taxi en 1988 alors qu'il était en poste à Fort Hood[31]. Initialement condamné à mort, la peine de mort de Loving est commuée en prison à vie sans libération conditionnelle par le président Barack Obama le 17 janvier 2017[32].
- Robert Bales (en) : Criminel de guerre qui a tué 16 civils afghans (dont neuf enfants) et en a blessé six autres en Afghanistan lors du massacre de Kandahar en 2012. Bales accepte un accord de plaidoyer lors de sa cour martiale afin d'éviter une condamnation à mort et est ainsi condamné à la prison à vie sans libération conditionnelle[33].
- James P. Barker, Paul E. Cortez et Jesse V. Spielman : Criminels de guerre qui ont participé au viol et aux meurtres de Mahmudiyah en 2006[34]. Ils purgent des peines allant de 90 à 110 ans, avec possibilité de libération conditionnelle. Leur compagnon d'armes, complice et meneur, Steven Dale Green, a été jugé par un tribunal civil après avoir été renvoyé de l'armée en raison d'un trouble de la personnalité antisociale. Green a été condamné à la prison à vie sans possibilité de libération conditionnelle et s'est suicidé en prison en 2014.
- John Russell : A tué cinq autres soldats au Camp Liberty (en) en 2010. Il a plaidé coupable pour éviter une éventuelle condamnation à mort et a été condamné à la prison à vie sans possibilité de libération conditionnelle[35].
- William Kreutzer Jr. (en) : A tué un officier et blessé 18 camarades à Fort Bragg lorsqu'il a ouvert le feu sur eux dans le domaine de la callisthénie lors d'une formation d'entraînement physique. Il a d'abord été condamné à mort, mais sa condamnation à mort a été réduite à la prison à vie avec possibilité de libération conditionnelle en appel.

### Anciens détenus

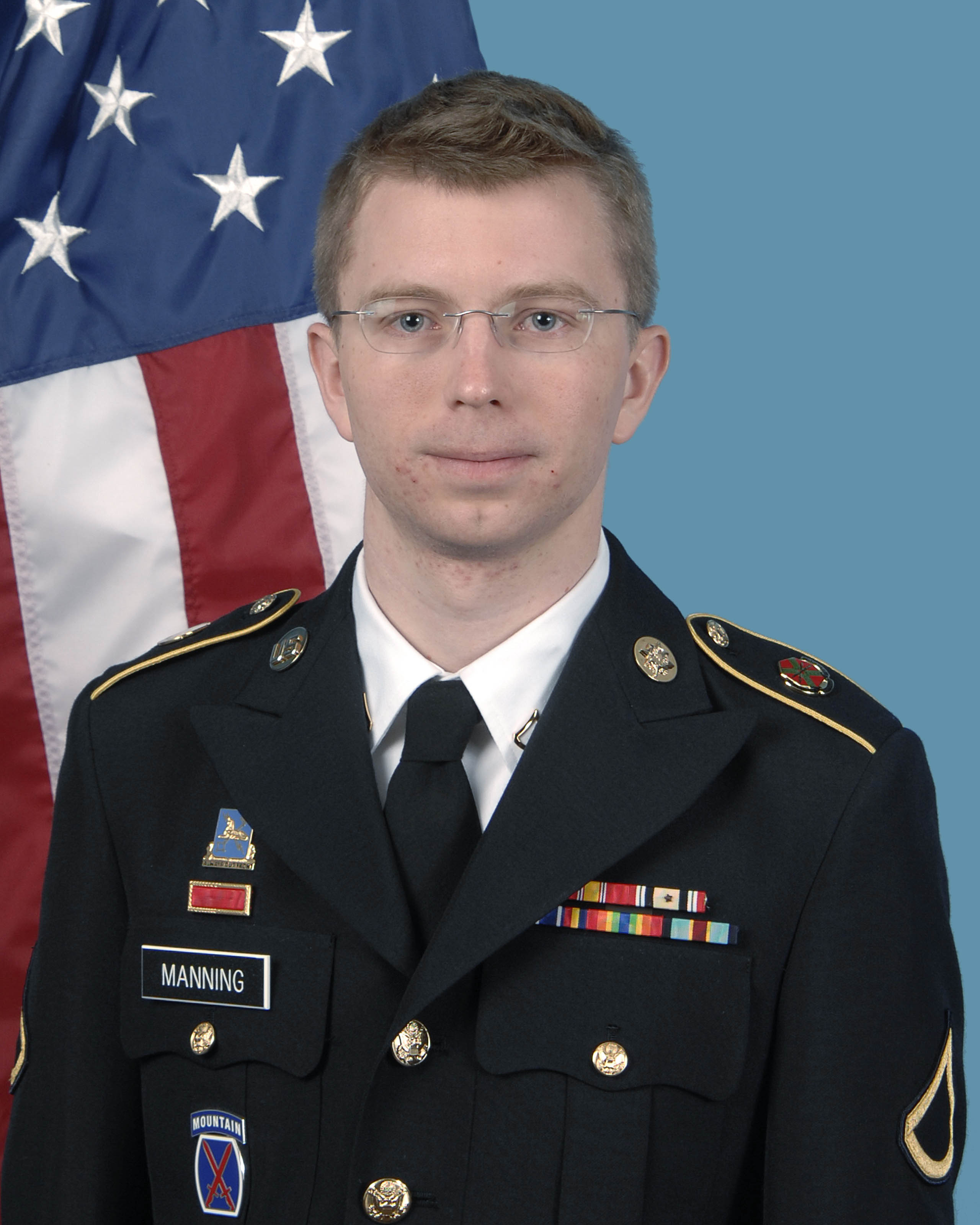
Chelsea Manning en 2012

- Michael Behenna (en) : Criminel de guerre reconnu coupable du meurtre du prisonnier irakien Ali Mansur Mohamed lors de son déploiement en Irak en 2008. Behenna a été condamné à 15 ans de réclusion et a obtenu une libération conditionnelle le 14 mars 2014, après avoir purgé cinq ans de sa peine. Le président Donald Trump lui a accordé une grâce totale le 6 mai 2019[36].
- John A. Bennett (en) : Exécuté en 1961pour avoir violé et tenté de tuer une fille autrichienne de 11 ans. Bennett est actuellement la dernière personne à être exécutée par l'armée américaine.
- William Calley : Criminel de guerre qui a été reconnu coupable pour sa part dans le massacre de My Lai[37]. Condamné à l'origine à une peine d'emprisonnement à perpétuité, le président Richard Nixon ordonne à l'armée de le transférer de Fort Leavenworth en résidence surveillée à Fort Benning un jour après sa condamnation.
- Charles Graner : Criminel de guerre qui a été reconnu coupable d'abus de prisonniers dans le cadre du scandale de torture et d'abus de prisonniers d'Abu Ghraib en 2003-2004. Graner est condamné à dix ans d'emprisonnement et a été libéré sur parole après avoir purgé 6,5 ans de sa peine[38].
- Justin Fisher et Calvin Glover : Reconnus coupables de leur rôle dans le meurtre de leur camarade soldat Barry Winchell. Fisher a été libéré de prison en août 2006 et Glover a été libéré sur parole le 27 août 2020.
- Terry M. Helvey : A plaidé coupable du meurtre de son collègue marin Allen Schindler. A depuis été transféré à l'institution correctionnelle fédérale de Greenville.
- Clint Lorance (en) : Criminel de guerre qui, alors qu'il commandait une patrouille de combat lors d'un déploiement en Afghanistan en 2012, a ordonné à l'un de ses soldats de tirer sur trois hommes afghans qui s'étaient approchés à grande vitesse à moto. Deux des hommes sont morts et un s'est échappé. Il a également été reconnu coupable d'avoir menacé des Afghans locaux et d'entrave à la justice [39]. Lorance a été condamné à 20 ans de réclusion[40]. Le président Donald Trump lui a accordé la clémence le 15 novembre 2019, et il a été libéré de l'internement le même jour[41].
- Chelsea Manning[42] : A téléchargé et diffusé illégalement sur le site Web WikiLeaks des centaines de milliers de câbles diplomatiques et de fichiers militaires classifiés, ainsi qu'une vidéo d'un hélicoptère Apache tuant 12 civils à Bagdad en 2007. Manning a été condamnée à 35 ans de réclusion et a annoncé qu'elle était une femme transgenre après sa condamnation[43]. Le président Barack Obama a commué la peine de Manning le 17 janvier 2017[43], entraînant sa libération de l'établissement le 17 mai 2017[44].
- Federico Daniel Merida (en) : Criminel de guerre qui a plaidé coupable de meurtre non prémédité pour avoir tué Falah Zaggam, un soldat de la Garde nationale irakienne de 17 ans. Condamné à 25 ans de prison, puis transféré dans une prison civile. Libéré sur parole en 2019.
- Derrick Miller (en) : Criminel de guerre reconnu coupable du meurtre prémédité d'un civil afghan lors d'un interrogatoire sur le champ de bataille. Condamné à l'origine à une peine d'emprisonnement à perpétuité, il a reçu le soutien du représentant américain Louie Gohmert, ce qui a conduit la Commission de la clémence et des libérations conditionnelles de l'armée à revoir sa peine et à la réduire à 20 ans, le rendant éligible à la libération conditionnelle. Miller a été libéré le 20 mai 2019, après avoir purgé huit ans de sa peine réduite [45].
- Abraham Thomas (en) : Exécuté en 1958pour le meurtre de deux camarades soldats et de leurs petites amies en Allemagne de l'Ouest.
- Jonathan Wells (en) : Auteur du livre Icons of Evolution (en) . Auparavant enrôlé dans l'armée pendant deux ans pendant la guerre du Vietnam, il a publiquement refusé de se présenter au service de réserve alors qu'il fréquentait l'université de l'Université de Californie à Berkeley. Wells est condamné à 18 mois de détention[46].